# Israël op het Eurovisiesongfestival 2013

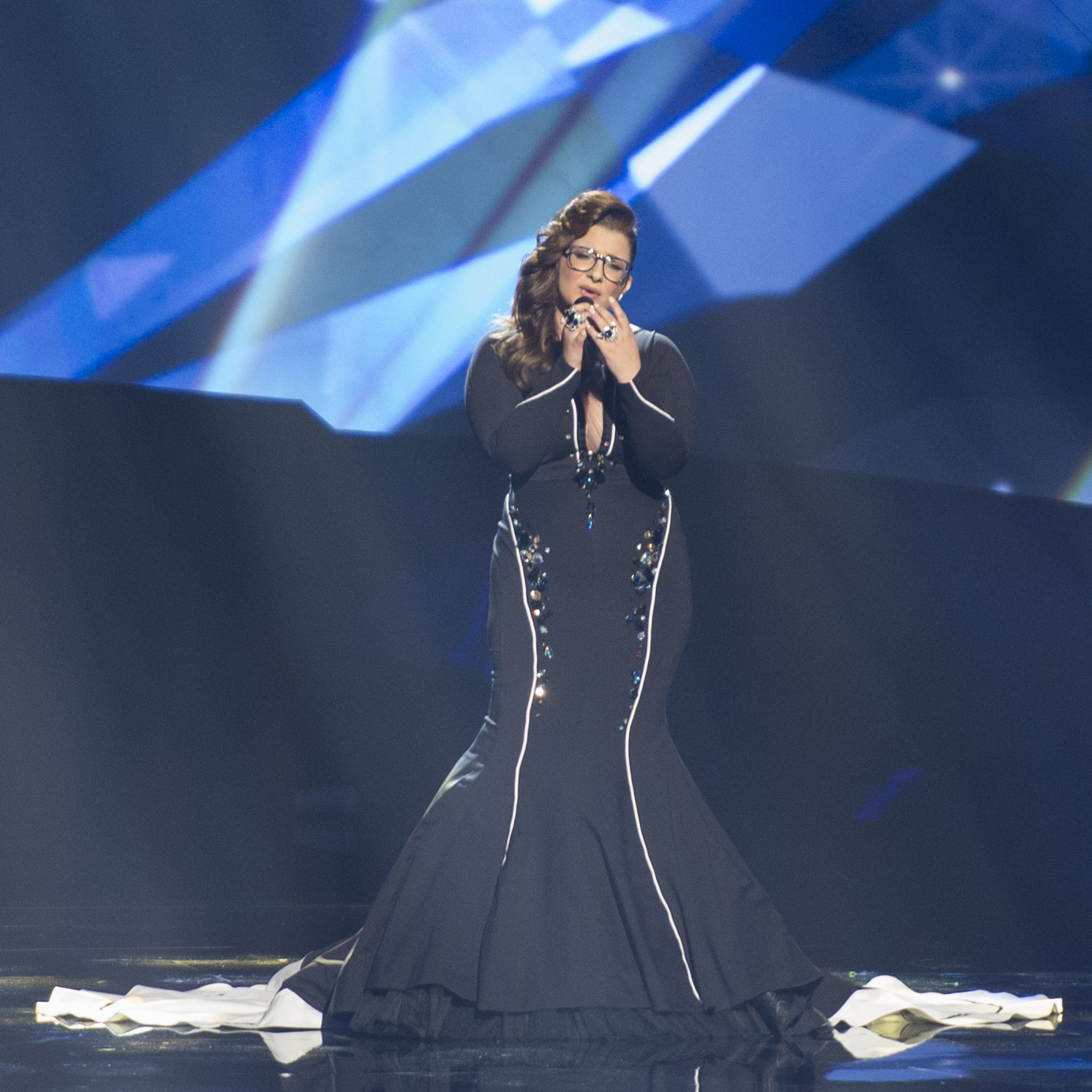
Moran Mazor tijdens het Eurovisiesongfestival 2013

Israël nam deel aan het Eurovisiesongfestival 2013 in Malmö, Zweden. Het was de 36ste deelname van het land op het Eurovisiesongfestival. IBA was verantwoordelijk voor de Israëlische bijdrage voor de editie van 2013.

## Selectieprocedure
Op 29 oktober 2012 maakte de Israëlische openbare omroep bekend te zullen deelnemen aan de komende editie van het Eurovisiesongfestival. Na één jaar afwezigheid besloot IBA Kdam terug in te voeren als nationale voorronde. Geïnteresseerden kregen tot eind december de tijd om hun kandidatuur in te dienen. De Israëlische omroep IBA besloot om Kdam 2013 niet zelf te produceren. De klus werd uitbesteed aan het productiehuis Eshkoly. Er werden drie voorronden, een herkansing, een finale en drie documentaires uitgezonden. Eshkoly was ook al de firma die instond voor het debuut van Israël op het Junior Eurovisiesongfestival 2012 in Amsterdam. De firma tekende eveneens voor de Israëlische feestjes tijdens het festival.
In elke halve finale traden tien artiesten aan. De finale telde ook tien acts. Uit elke halve finale kwalificeerden drie artiesten zich rechtstreeks voor de eindstrijd. De nummers vier uit elke halve finale gingen door naar de tweedekansronde, voor de overigen zat het avontuur er onherroepelijk op. Uit de tweedekansronde ging één act door naar de finale. De stemmen werden telkens voor 30 % bepaald door een vakjury, en voor 70 % door de televoters.
Kathleen Reiter, die via de eerste halve finale rechtstreeks geplaatst was voor de finale, besloot voor aanvang van de finale terug te trekken uit de competitie. Hierdoor mocht Nicki Goldstein, die tweede was geëindigd in de tweedekansronde, alsnog deelnemen aan de eindstrijd. Uiteindelijk werd de finale echter gewonnen door Moran Mazor, en dit met het nummer Rak bishvilo.

## Kdam 2013

### Eerste halve finale
26 februari 2013
| Volgorde | Artiest                     | Lied                 |
| -------- | --------------------------- | -------------------- |
| 1        | Laila Malcos                | Bo                   |
| 2        | Adir Getz                   | Ha'ikar she'ani shar |
| 3        | Ortal Ofek                  | Tagid li lama        |
| 4        | Adi Cesare                  | Lo niten lecha lipol |
| 5        | Shany Zamir                 | Forever              |
| 6        | Ron Weinreich               | Love is one          |
| 7        | Aderet                      | Victory              |
| 8        | Kathleen Reiter             | Ad elay              |
| 9        | Judah Gavra                 | Hayom                |
| 10       | Lihi Griner & DJ Omri Segal | Just like me         |

### Tweede halve finale
27 februari 2013
| Volgorde | Artiest        | Lied            |
| -------- | -------------- | --------------- |
| 1        | Sarit Avitan   | Mon amour       |
| 2        | Chen Cohen     | Halev mevakesh  |
| 3        | The Ultras     | Happy birthday  |
| 4        | Ran Sandler    | Find a way      |
| 5        | Moran Mazoz    | Ten li siman    |
| 6        | SoulKey        | Living one time |
| 7        | Haya Samir     | Happy and sad   |
| 8        | Vladi Blayberg | New day         |
| 9        | Yarden Tzur    | Replace you     |
| 10       | Roni Silver    | Belibi          |

### Derde halve finale
28 februari 2013
| Volgorde | Artiest                   | Lied            |
| -------- | ------------------------- | --------------- |
| 1        | Liran Notik               | Alive           |
| 2        | Meital de Razon & Asi Tal | Toda la noche   |
| 3        | Alon Jean                 | Lihyot et hayay |
| 4        | Betzalel Raviv            | No war          |
| 5        | Hadar Uzeri               | Ten ma'awal     |
| 6        | Michael Harpaz            | Michtav le'ima  |
| 7        | Nicki Goldstein           | We are one      |
| 8        | Hila Ben David            | Beautiful       |
| 9        | Julietta                  | Fantasia        |
| 10       | Moran Mazor               | Rak bishvilo    |

### Tweedekansronde
3 maart 2013
| Plaats | Artiest         | Lied        |
| ------ | --------------- | ----------- |
| 1      | Judah Gavra     | Hayom       |
| 2      | Nicki Goldstein | We are one  |
| 3      | Yarden Tzur     | Replace you |

### Finale
7 maart 2013
| Plaats | Artiest                   | Lied          | Jury | Publiek | Totaal |
| ------ | ------------------------- | ------------- | ---- | ------- | ------ |
| 1      | Moran Mazor               | Rak bishvilo  | 64   | 40      | 104    |
| 2      | Ron Weinreich             | Love is one   | 64   | 31      | 95     |
| 3      | Meital de Razon & Asi Tal | Toda la noche | 47   | 40      | 87     |
| 4      | Yehuda Gavra              | Hayom         | 23   | 36      | 59     |
| 5      | Ran Sandler               | Find a way    | 28   | 29      | 57     |
| 6      | Shany Zamir               | Forever       | 0    | 44      | 44     |
| 7      | Hila Ben David            | Beautiful     | 28   | 16      | 44     |
| 8      | Vladi Blayberg            | We are free   | 12   | 29      | 41     |
| 9      | Moran Mazoz               | Ten li siman  | 13   | 23      | 36     |
| 10     | Nicki Goldstein           | We are one    | 22   | 13      | 35     |

## In Malmö
Israël trad aan in de tweede halve finale op donderdag 16 mei 2013 en haalde daar de 14de plaats. Dat volstond niet voor een plaats in de finale.
1973 · 1974 · 1975 · 1976 · 1977 · 1978 · 1979 · 1980 · 1981 · 1982 · 1983 · 1984 · 1985 · 1986 · 1987 · 1988 · 1989 · 1990 · 1991 · 1992 · 1993 · 1994 · 1995 · 1996-1997 · 1998 · 1999 · 2000 · 2001 · 2002 · 2003 · 2004 · 2005 · 2006 · 2007 · 2008 · 2009 · 2010 · 2011 · 2012 · 2013 · 2014 · 2015 · 2016 · 2017 · 2018 · 2019 · 2020 · 2021 · 2022 · 2023 · 2024 · 2025
Albanië · Armenië · Azerbeidzjan · België · Bulgarije ·  Cyprus · Denemarken · Duitsland · Estland · Finland · Frankrijk · Georgië · Griekenland · Hongarije · Ierland · IJsland · Israël · Italië ·  Kroatië · Letland · Litouwen · Macedonië · Malta · Moldavië · Montenegro · Nederland · Noorwegen · Oekraïne · Oostenrijk · Roemenië · Rusland · San Marino · Servië · Slovenië · Spanje · Verenigd Koninkrijk · Wit-Rusland · Zweden · Zwitserland